# Pampaphoneus biccai
Pampaphoneus biccai è un terapside estinto, appartenente ai dinocefali. Visse nel Permiano medio (circa 265 milioni di anni fa) e i suoi resti fossili sono stati ritrovati in Sudamerica (Brasile).

## Descrizione
Questo animale è noto solo per un cranio ben conservato lungo oltre 30 centimetri, completo di mandibola, che permette di ricostruire nel dettaglio l'aspetto della testa. Il muso era molto lungo e robusto, dotato di canini forti, lunghi e ricurvi. I postcanini erano corti e bulbosi. Gli occhi erano spostati all'indietro nel cranio, ed erano presenti delle protuberanze ossee postorbitali. L'aspetto del corpo non è noto, ma è possibile ipotizzare una ricostruzione osservando i resti più completi di animali simili, come Syodon e Titanophoneus. Pampaphoneus doveva essere un predatore dal corpo lungo e forte, sorretto da arti brevi ma robusti e dotati di artigli. La coda doveva essere lunga. Si suppone che Pampaphoneus potesse superare i 2 metri di lunghezza.

## Classificazione
Pampaphoneus è stato descritto per la prima volta nel 2012 ed è stato attribuito ai dinocefali, un gruppo di "rettili - mammiferi" dotati di grandi teste e forti dentature. In particolare, le parentele più strette di Pampaphoneus vanno ricercate nella famiglia degli anteosauridi, un clade di terapsidi predatori i cui fossili sono stati rinvenuti in terreni del Permiano medio in Russia, Kazakistan, Cina e Sudafrica. Pampaphoneus è quindi il primo anteosauride del Sudamerica. Si suppone che i più stretti parenti di questo animale fossero Syodon della Russia, Notosyodon del Kazakistan e Australosyodon del Sudafrica.

## Significato dei fossili
La scoperta di Pampaphoneus, così affine alle specie russe e sudafricane, suggerisce una maggior relazione faunistica tra il Sudamerica e l'Europa orientale di quanto precedentemente ritenuto; evidentemente la dispersione dei dinocefali nel Pangea avvenne rapidamente e in varie direzioni.